# Abilio Jose Osório Soares
Abilio Jose Osório Soares (2. června 1947 Laclubar, Východní Timor – 17. června 2007 Kupang, Indonésie) byl indonéský politik a guvernér Indonésií okupovaného Východního Timoru 1992 – 1999.
Od mládí byl Soares známý jako příznivec připojení Portugalského Timoru k Indonésii vojenskou silou. V době občanské války kolaboroval s indonéskou armádou s cílem umožnit invazi Indonésanů, která se nakonec ke konci roku 1975 uskutečnila. Sloužil pak jako starosta hlavního města Dili, než se stal ke konci roku 1992 guvernérem.

## Soares v úřadu guvernéra
Soares sloužil jako guvernér okupovaného Východního Timoru v letech 1992 – 1999. V historii této země byl značně kontroverzní postavou. Byl zastáncem politiky indonéské vlády, která se snažila východní část ostrova Timor integrovat přímo do rámce Indonéské republiky. Stál proti těm silám svého rodného ostrova, které bojovaly o samostatnost bývalé portugalské kolonie. Mnoho ostrovanů vinilo Soarese z přímého porušování lidských práv a dalších zvěrstev během jeho vlády. Velké demonstrace za nezávislost ostrova se v Dili konaly v letech 1994 a 1995.
Krutosti vyvrcholily v období příprav referenda o nezávislosti země organizovaného OSN 30. srpna 1999. Tehdy bylo zabito kolem 1400 lidí, více než 250 000 lidí bylo násilně vystěhováno na západní část ostrova nebo do jiných oblastí Indonésie. Mnoho dalších občanů bylo oběťmi mučení a únosů. Tyto zločiny měly na svědomí milice ve spojení s armádními silami a měly zastrašit obyvatelstvo, aby hlasovalo proti samostatnosti.
Soares dával příkazy, které vedly k dalším krutostem: k masakru spáchaného 6. dubna 1999 v kostele v Liquice, k vraždění v domě vůdce osvobozeneckého boje Manuela Carrascalaa 17. dubna 1999, v rezidenci biskupa města Belo 6. září 1999 a v kostele v Suai téhož dne.

## Obvinění, soudy, vězení
22. února 2003 byl Soares spolu se sedmi dalšími bývalými činiteli země obviněn OSN, která vykonávala prozatímní správu ostrova, z genocidy, zločinů proti lidskosti a válečných zločinů, které byly spáchány od 1. ledna do 26. října 1999. Již 14. srpna 2002 byl odsouzen za tyto zločiny Indonéským tribunálem pro Východní Timor na tři léta do vězení. Na příkaz indonéského Nejvyššího soudu však byl 5. listopadu 2004 propuštěn.

## Smrt
Soares zemřel na rakovinu v Kupangu 17. června 2007 po čtyřdenním kómatu. Přes protesty Timořanů mu indonéská vláda uspořádala státní pohřeb. Pohřbu se sice nezúčastnil indonéský prezident Susilo Bambang Yudhoyono, ale přítomna byla řada guvernérů okolních indonéských provincií. Byl pohřben na hřbitově Dharma Loka v Kupangu.
Soares po sobě zanechal manželku Marii Angelu Correiu de Lemos Osório Soaresovou, čtyři děti a svoji matku Beatris Osório Soaresovou (86 let).